# (2929) Harris
(2929) Harris (1982 BK1) est un astéroïde de la ceinture principale découvert le 24 janvier 1982 par Edward L. G. Bowell à la station Anderson Mesa.